# Gara Bruxelles-Nord

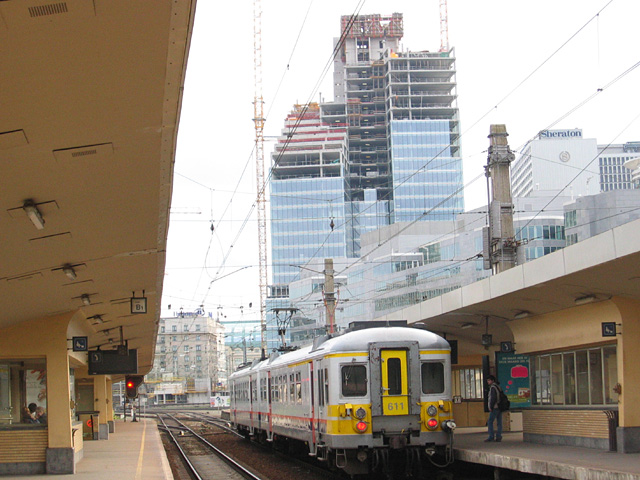
Gara din Bruxelles Nord

Gara Bruxelles-Nord (franceză Gare de Bruxelles-Nord, neerlandeză Station Brussel-Noord) este o gară situată în municipalitatea Schaerbeek a orașului Bruxelles.
1. 1 2 3   https://cdn.belgiantrain.be/-/media/files/pdf/train-s/map-train-s-bruxelles-fr-2022.ashx?la=fr?v=6b2be0e6ba7641cf9308358049201a5e&hash=1B589C34A5E246D4C5771D1F3712C5847C66F70B Lipsește sau este vid: |title= (ajutor)